# Neorthacris simulans
Espèce
Synonymes
- Orthacris simulans Bolívar, 1902

Neorthacris simulans est une espèce d'insectes orthoptères de la famille des Pyrgomorphidae.

## Distribution
Cette espèce se rencontre en Asie du Sud.

## Publication originale
- Bolívar, 1902 : Les Orthoptères de St. Joseph's College, à Trichinopoly (Sud de l'Inde). 3me partie. Annales de la Société Entomologique de France, vol. 70, p. 580-635.